# Hematoxilina
La Hematoxilina (C.I. 75290) es un compuesto que se obtiene de la planta leguminosa Haematoxylum campechianum L., conocida también con el nombre de palo de Campeche. Es un producto natural que al ser oxidado constituye una sustancia de color morado oscuro denominada hemateína.
Se utiliza en histología para teñir los componentes aniónicos (ácidos) de los tejidos, a los que da una coloración violeta. Tiñe intensamente los núcleos de las células, dado que estos contienen ácidos nucleicos ricos en radicales ácidos.
Tal como se obtiene de la planta e incluso luego de sufrir el proceso de oxidación, su capacidad de tinción es muy limitada. Por lo tanto, debe combinarse con iones metálicos, especialmente las sales de hierro (III) o aluminio (II), que actúan como mordientes.
Si bien la hematoxilina es una sal neutra, suele ser denominada como un colorante básico, ya que el componente cromóforo reside en el complejo catiónico (básico) de la misma.
Es de notar que la tinción histológica por hematoxilina no indica tanto la constitución química de los componentes celulares, sino la densidad de cargas eléctricas negativas de los mismos.

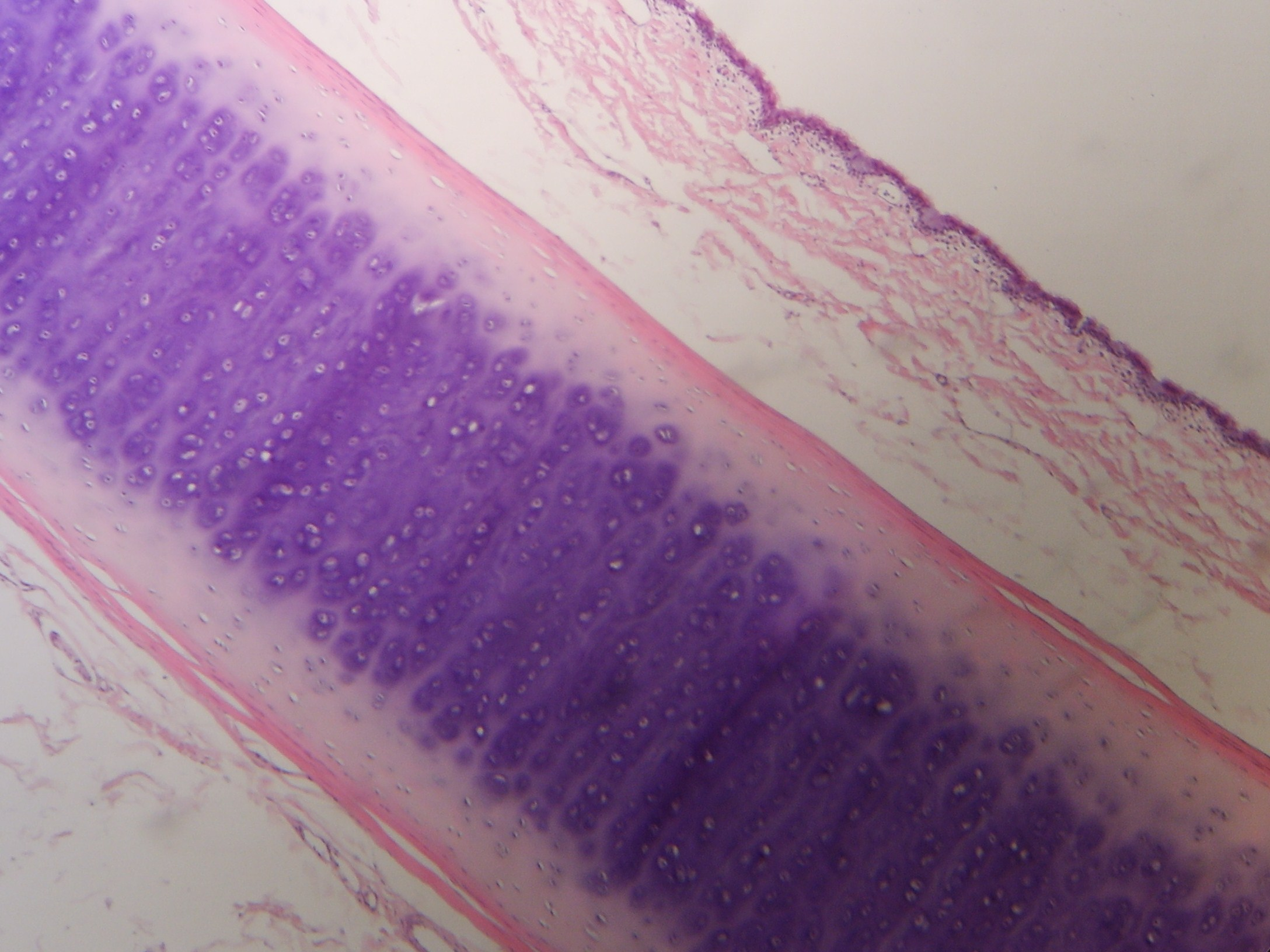
Corte histológico de la tráquea del avestruz. Tinción hematoxilina-eosina.

## Historia
El primer uso eficaz de la hematoxilina fue registrada en 1865 por contemporáneos de Gregor Mendel. Fue Wilhelm Waldeyer, pupilo del histólogo Henle, quien introdujo 15 años después el uso de la hematoxilina en tinciones histológicas.

## Manipulaciones
La hematoxilina puede combinarse junto con otros tintes, como el ácido pícrico, y en conjunto son capaces de teñir otras estructuras citoplasmáticas.